# Brian Sternberg
Brian Sternberg (ur. 21 czerwca 1943, zm. 23 maja 2013) – amerykański lekkoatleta, pierwszy na świecie zawodnik, który przekroczył wysokość 5 m w skoku o tyczce na otwartym stadionie. W roku 1963 dwukrotnie poprawiał rekord świata w skoku o tyczce mężczyzn. Został sparaliżowany od szyi w dół po wypadku na batucie w 1963 r.
Sternberg skakał już z wykorzystaniem tyczki z włókna szklanego.
Pierwszy raz Sternberg pobił rekord świata 27 kwietnia 1963 wynikiem 5,0 m (16 stóp 5 cali) w Filadelfii. Sternberg ustanowił drugi raz rekord świata 25 maja 1963 r. w konkursie skoków w Modesto w Kalifornii wynikiem 5,05 m (16 stóp 7 cali). Ten wynik nie znajduje się w obecnych tabelach rekordów. Jego ostatni rekord 5,08 m (16 stóp 8 cali) został ustanowiony 7 czerwca 1963 r. w Compton (USA).
Sternberg ukończył Shoreline High School w 1961 roku, następnie zapisał się na University of Washington i zdobył tytuł w zawodach NCAA w skoku o tyczce w 1963 roku, a także dwukrotnie pobił rekord świata w tej dyscyplinie sportu.
Pięć tygodni po skoku w Modesto w lipcu 1963, Sternberg trenował w Pawilonie Hec Edmundsona, przygotowując się do podróży do Związku Radzieckiego. Podczas wykonywania podwójnego salta z półobrotem wylądował niewłaściwie na szyi na środku batuta, i lekarze nie byli w stanie nic pomóc. Sternberg wykonał ten element gimnastyczny, zwany fliffus, setki razy. Uraz spowodował, że został dotknięty paraliżem czterokończynowym, a jego lekarze byli zaniepokojeni jego szansą przeżycia po wypadku.
W 1996 roku Sternberg przeszedł operację wykonana przez dr Harry'ego Goldsmitha w Niemczech, w celu poprawy jakości jego życia. Operacja rdzenia kręgowego pozwoliła Sternbergowi lepiej oddychać, mówić wyraźniej i głośniej. Sternberg mógł teraz dłużej utrzymywać się w pozycji pionowej, co poprawiło jego samopoczucie.
Niezwykle długie życie Sternberga jako osoby z paraliżem czterokończynowym przypisywano częściowo jego treningowi sportowemu i pozytywnemu nastawieniu.
„Brian miał bardzo złe rokowania”, powiedziała jego matka, Helen w 2003 roku. „Lekarze powiedzieli, że w tym stanie zdrowia prawdopodobnie pozostało mu pięć lat życia. Ale jest wojownikiem”.
W 2012 roku Sternberg zachorował na serce i płuca. Zmarł 23 maja 2013 roku (w wieku 69 lat).